# Radvanje
Pozor: ne zamešati z vasjo-naseljem in Krajevno skupnostjo v Mestni občini Maribor - Razvanje
Radvanje je predel Maribora, ki se nahaja neposredno pod Pohorjem s približno 8 tisoč prebivalcev in mestna četrt mariborske občine.
Vse do II. svetovne vojne je bilo Radvanje samostojna občina z okoli 2300 prebivalci. Občina je obsegala obdravsko ravnino jugovzhodno od mesta, kjer je stala Nova vas in se raztezala vse do vznožja Pohorja, kjer sta ležali stari vasi Spodnje in Zgornje Radvanje. Ker se je mesto hitro širilo proti jugu, so vse te vasi danes že obrobni deli mesta.
Do druge svetovne vojne so imele te vasi še močno kmetijsko zasnovo in so večino pridelkov (živine, mleka, sadja, gob itd.) prodajali v Maribor. Velik del prebivalstva pa je živel od obrti ali pa je bil zaposlen v mestu.
Skozi občino so vodile ceste proti Pohorju, Pohorskemu domu, Mariborski koči, Svetemu Bolfenku, Ruški koči itd. Spodnje Radvanje je ležalo ob banovinski cesti Limbuš-Betnava. K vasi je spadal grad Betnava. Zgornje Radvanje je bila obsežna vas na severovzhodnem vznožju Pohorja, ob banovinski cesti, rahlo prislonjena v pobočje. Vas je bila izletna točka Mariborčanov in izhodišče pohodov na Pohorje, zato so bile v vasi gostilne s prenočišči.
Radvanje se prvič omenja med letoma 1096 in 1105, ko je grof Bernard Spanheim podaril benediktinskemu samostanu iz Št. Pavla na Koroškem kraj z imenom Radvanje (oppidum Radewan). Toda nad to posestvijo šentpavelski samostan ni mogel uveljaviti svoje lastnine, saj je v tem času tukaj živel neki Leopold iz Radvanja (Lutoldus de Radwan), ki je verjetno spremljal Bernarda Spanheimskega na križarsko vojno od koder se verjetno ni več vrnil.
V 15. stoletju so tedanji lastniki Gaisrucki tedaj skromen sedež gospoščine prezidali v plemiški dvorec. Gospoščina je imela malo dominikalne posesti, zato pa večje komplekse gozda na Pohorju, pravico do lova, do ribolova na reki Dravi in nekaterih njenih pritokih ter pravico do stojnine.
Današnji radvanjski dvorec je bil zgrajen v 17. stoletju. V 19. stoletju so mu dogradili romantični okrogli stolp. Enonadstropna stavba ima obliko črke L. Zunanje fasade so obnovljene v duhu 19. stoletja. V pritličju še naletimo na stare oboke, nadstropje, kamor vodijo stopnice iz živopisnega marmorja, pa je v celoti predelano. Pred drugo svetovno vojno je bil last Nikole Jurkoviča.
V Radvanju je tudi nogometni klub NK Radvanje.